# Ichneumon homoiodon
Ichneumon homoiodon är en stekelart som beskrevs av Heinrich 1961. Ichneumon homoiodon ingår i släktet Ichneumon och familjen brokparasitsteklar. Inga underarter finns listade i Catalogue of Life.